# Бельгійська митрополія
Бельгійська митрополія (грец. Μητρόπολη Βελγίου, нід. Orthodox Aartsbisdom van België, фр. Archevêché Orthodoxe de Belgique) — єпархія Константинопольського патріархату з центром у місті Брюссель, що охоплює територію Бельгії, Нідерландів і Люксембургу.
Єпархіальний центр — Брюссель. Кафедральний храм — Собор архангелів Михаїла та Гавриїла (Брюссель).

## Історія
22 жовтня 1963 року Фіатирська архієпископія була розділена на чотири частини, при цьому Бельгія і Люксембург увійшли до Галльської митрополії, а Нідерланди до Германської митрополії.
12 серпня 1969 року Патріарх Афінагор заснував «Архієпископію Бельгії та Екзархат Нідерландів і Люксембургу» з кафедрою в Брюсселі.
У 1975 році за фінансової допомоги грецького уряду і Євангелічної церкви Німеччини, а також численних благодійників, для Константинопольського Патріархату було придбано будинок Charbolaan 71 у Брюсселі для резиденції архієпископа.
У 1985 році Православна церква була визнана в Королівстві Бельгії офіційною релігією, що відкрило шлях до засобів масової інформації (ефірний час) та викладання віровчення в школах. 27 жовтня було придбано православний собор на Stalingradlaan в Брюсселі.
У 1988 році представник Константинопольского Патріархату був визнаний представником всіх православних юрисдикцій Бельгії.
У 1994 році з'явилися перші теле- і радіопередачі Православної церкви в Бельгії.
У 1995 році було відкрито офіс Православної церкви при Європейському Союзі.
17 листопада 2015 року Патріарх Константинопольський Варфоломій очолив освячення головної будівлі Бельгійської митрополії в Брюсселі після капітального ремонту.
10 листопада 2019 року патріарх Варфоломій І зустрівся із Архієпископом Брюсселю, кардиналом Юзефом Де Кезель. Патріарх подякував Римо-католицькій церкві за допомогу та дуже гарну співпрацю з Бельгійською православною митрополією.

## Сучасне становище
У Брюсселі функціонує представництво Константинопольського Патріархату при Європейській Раді.
Правлячий архієрей — митрополит Афінагор (Пекстадт) (з 2013 року).
У 1989 році в Астені був заснований жіночий Астенський монастир Різдва Пресвятої Богородиці.
У 2019 році митрополія мала в Бельгії 27 парафій, у Нідерландах — 9, і в Люксембургу — 2.

## Митрополити
- Еміліан (Захаропулос) митрополит Бельгійський (12 серпня 1969 — 14 грудня 1982)
- Пантелеймон (Кондоянніс) митрополит Бельгійський (23 грудня 1982 — 27 листопада 2013)
- Афінагор (Пекстадт) митрополит Бельгійський (з 27 листопада 2013)

## Вікарії
- Пантелеімон (Кондоянніс), єпископ Аполлоніадський (8 серпня 1974 — 23 грудня1982)
- Максим (Мастихис), єпископ Евменійський (11 грудня 1977 — 22 січня 2015)
- Афінагор (Пекстадт), єпископ Сінопський (22 червня 2003 — 27 грудня 2013)
- Петро (Бозініс), єпископ Троадський (з 8 листопада 2015)
- Іоаким (Архонтос), єпископ Аполлоніадський (з 26 січня 2020)